# Lyrognathus robustus
Lyrognathus robustus is een spinnensoort in de taxonomische indeling van de vogelspinnen (Theraphosidae).
Het dier behoort tot het geslacht Lyrognathus. De wetenschappelijke naam van de soort werd voor het eerst geldig gepubliceerd in 1988 door Smith.